# Französische Rugby-Union-Meisterschaft 2014/15
Die Saison 2014/15 war die 116. Austragung der französischen Rugby-Union-Meisterschaft (französisch Championnat de France de rugby à XV). Sie umfasste 14 Mannschaften in der obersten Liga Top 14 und 16 Mannschaften in der zweithöchsten Liga Pro D2.

## Top 14
Die reguläre Saison der Top 14 umfasste 26 Spieltage (je eine Vor- und Rückrunde). Sie begann am 15. August 2014 und dauerte bis zum 23. Mai 2015. Die zwei bestplatzierten Mannschaften qualifizierten sich direkt für das Halbfinale und trafen dort auf die Gewinner der Viertelfinalspiele, die zwischen den Dritt- bis Sechstplatzierten ausgetragen wurden. Im Endspiel, das am 13. Juni 2015 im Stade de France in Saint-Denis stattfand, trafen die zwei Halbfinalsieger aufeinander und spielten um den Bouclier de Brennus. Dabei setzte sich Stade Français gegen die ASM Clermont Auvergne durch und errang zum 14. Mal den Meistertitel. Aviron Bayonnais und Lyon Olympique Universitaire mussten in die Pro D2 absteigen.

### Tabelle
M = Amtierender Meister

A = Aufsteiger
|     | Team                             | Spiele | Siege | Unent. | Ndlg. | Spiel- punkte | Diff. | Bonus- punkte | Tabellen- punkte |
| --- | -------------------------------- | ------ | ----- | ------ | ----- | ------------- | ----- | ------------- | ---------------- |
| 01. | RC Toulon (M)                    | 26     | 16    | 0      | 10    | 740:525       | + 215 | 12            | 76               |
| 02. | ASM Clermont Auvergne            | 26     | 16    | 1      | 9     | 630:464       | + 166 | 9             | 75               |
| 03. | Stade Toulousain                 | 26     | 16    | 0      | 10    | 573:504       | + 69  | 6             | 70               |
| 04. | Stade Français                   | 26     | 15    | 1      | 10    | 691:576       | + 15  | 8             | 70               |
| 05. | Racing Métro 92                  | 26     | 13    | 3      | 10    | 551:497       | + 54  | 7             | 65               |
| 06. | US Oyonnax                       | 26     | 14    | 0      | 12    | 514:507       | + 7   | 6             | 62               |
| 07. | Union Bordeaux Bègles            | 26     | 12    | 0      | 14    | 701:578       | + 123 | 13            | 61               |
| 08. | Montpellier Hérault Rugby        | 26     | 11    | 2      | 13    | 537:516       | + 21  | 7             | 55               |
| 09. | Atlantique Stade Rochelais (A)   | 26     | 10    | 5      | 11    | 520:659       | − 139 | 4             | 54               |
| 10. | CA Brive                         | 26     | 12    | 0      | 14    | 502:619       | − 117 | 5             | 53               |
| 11. | FC Grenoble                      | 26     | 11    | 0      | 15    | 626:735       | − 109 | 9             | 53               |
| 12. | Castres Olympique                | 26     | 11    | 0      | 15    | 509:627       | − 118 | 8             | 52               |
| 13. | Aviron Bayonnais                 | 26     | 10    | 1      | 15    | 522:548       | − 26  | 10            | 52               |
| 14. | Lyon Olympique Universitaire (A) | 26     | 8     | 1      | 17    | 469:630       | − 161 | 7             | 41               |

Die Punkte werden wie folgt verteilt:
- 5 Punkte bei einem Forfaitsieg
- 4 Punkte bei einem Sieg
- 2 Punkte bei einem Unentschieden
- 0 Punkte bei einer Niederlage (vor möglichen Bonuspunkten)
- −2 Punkte bei einer Forfaitniederlage
- 1 Bonuspunkt bei drei Versuchen mehr als der Gegner
- 1 Bonuspunkt bei einer Niederlage mit weniger als sieben Punkten Unterschied

### Finalphase

#### Viertelfinale
| 29. Mai 2015 21:00 MESZ | Stade Français | 38 : 15        | Racing Métro 92                                                                                        | Stade Jean-Bouin, Paris Zuschauer: 19.175 Schiedsrichter: Romain Poite |
| 29. Mai 2015 21:00 MESZ | Versuche: Nayacalevu 10. erh. Strafversuch 34. Erhöhungen: Steyn (2/2) Straftritte: Steyn (8/8) 24., 43., 52., 58., 62., 71., 77., 80.+1 | (17:5) Bericht | Versuche: Machenaud 40. erh. Roberts 67. n.erh. Erhöhungen: Sexton (1/2) Straftritte: Sexton (1/1) 47. | Stade Jean-Bouin, Paris Zuschauer: 19.175 Schiedsrichter: Romain Poite |

| 30. Mai 2015 16:30 MESZ | Stade Toulousain                                                                                    | 20 : 19        | US Oyonnax                                                                                              | Stade Ernest-Wallon, Toulouse Zuschauer: 14.205 Schiedsrichter: Jérôme Garcès |
| 30. Mai 2015 16:30 MESZ | Versuche: Baille 74. n.erh. Erhöhungen: Flood (0/1) Straftritte: Flood (5/5) 7., 12., 30., 54., 61. | (9:10) Bericht | Versuche: Paea 38. erh. Erhöhungen: Urdapilleta (1/1) Straftritte: Urdapilleta (4/4) 15., 46., 50., 70. | Stade Ernest-Wallon, Toulouse Zuschauer: 14.205 Schiedsrichter: Jérôme Garcès |

#### Halbfinale
| 5. Juni 2015 20:45 MESZ | RC Toulon                                                                                         | 16 : 33         | Stade Français | Grand Stade de Bordeaux, Bordeaux Zuschauer: 40.000 Schiedsrichter: Mathieu Raynal |
| 5. Juni 2015 20:45 MESZ | Versuche: Mitchell 5. erh. Erhöhungen: Halfpenny (1/1) Straftritte: Halfpenny (3/3) 12., 33., 44. | (13:20) Bericht | Versuche: Lakafia 24. erh. Burban 39. erh. Sinzelle 80.+1 erh. Erhöhungen: Steyn (3/3) Straftritte: Steyn (4/4) 10., 21., 58., 71. | Grand Stade de Bordeaux, Bordeaux Zuschauer: 40.000 Schiedsrichter: Mathieu Raynal |

| 6. Juni 2015 16:15 MESZ | ASM Clermont Auvergne                                                                 | 18 : 14       | Stade Toulousain                                                                                   | Grand Stade de Bordeaux, Bordeaux Zuschauer: 40.000 Schiedsrichter: Alexandre Ruiz |
| 6. Juni 2015 16:15 MESZ | Straftritte: Parra (4/4) 5., 18., 32., 51. James (1/1) 72. Dropgoals: James (1/1) 76. | (9:6) Bericht | Versuche: Medard 46. n.erh. Erhöhungen: McAlister (0/1) Straftritte: McAlister (3/3) 11., 36., 64. | Grand Stade de Bordeaux, Bordeaux Zuschauer: 40.000 Schiedsrichter: Alexandre Ruiz |

#### Finale
| 13. Juni 2015 21:00 MESZ | ASM Clermont Auvergne                                    | 6 : 12        | Stade Français                              | Stade de France, Saint-Denis Zuschauer: 79.000 Schiedsrichter: Pascal Gaüzère |
| 13. Juni 2015 21:00 MESZ | Straftritte: Parra (0/2) Lopez (1/1) 39. James (1/2) 62. | (3:9) Bericht | Straftritte: Steyn (4/6) 15., 22., 29., 80. | Stade de France, Saint-Denis Zuschauer: 79.000 Schiedsrichter: Pascal Gaüzère |

| 15                 | Nick Abendanon        |     |
| 14                 | Jean-Marcellin Buttin |     |
| 13                 | Aurélien Rougerie     |     |
| 12                 | Benson Stanley        | 69. |
| 11                 | Naipolioni Nalaga     |     |
| 10                 | Camille Lopez         | 51. |
| 09                 | Morgan Parra          | 69. |
| 08                 | Fritz Lee             |     |
| 07                 | Julien Bardy          |     |
| 06                 | Damien Chouly         |     |
| 05                 | Sébastien Vahaamahina |     |
| 04                 | Paul Jedrasiak        | 51. |
| 03                 | Dawit Sirakaschwili   | 73. |
| 02                 | John John Ulugia      | 20. |
| 01                 | Thomas Domingo        | 73. |
| Auswechselspieler: |                       |     |
| 16                 | Benjamin Kayser       | 20. |
| 17                 | Raphaël Chaume        | 73. |
| 18                 | Julien Pierre         | 51. |
| 19                 | Alexandre Lapandry    | 69. |
| 20                 | Ludovic Radosavljevic |     |
| 21                 | Brock James           | 51. |
| 22                 | Mike Delany           | 69. |
| 23                 | Clément Ric           | 73. |

| 15                 | Camara                | 67. |     |     |
| 14                 | Julien Arias          |     |     |     |
| 13                 | Waisale Nayacalevu    | 78. |     |     |
| 12                 | Jonathan Danty        |     |     |     |
| 11                 | Jérémy Sinzelle       |     |     |     |
| 10                 | Morné Steyn           |     |     |     |
| 09                 | Julien Dupuy          |     |     |     |
| 08                 | Sergio Parisse        |     |     |     |
| 07                 | Raphaël Lakafia       |     |     |     |
| 06                 | Antoine Burban        | 65. |     |     |
| 05                 | Alexandre Flanquart   |     |     |     |
| 04                 | Hugh Pyle             | 26. |     |     |
| 03                 | Rabah Slimani         |     |     |     |
| 02                 | Rémi Bonfils          | 33. | 40. | 56. |
| 01                 | Hendrik van der Merwe | 62. |     |     |
| Auswechselspieler: |                       |     |     |     |
| 16                 | Laurent Sempéré       | 33. | 40. | 56. |
| 17                 | Sakaria Taulafo       | 62. |     |     |
| 18                 | Pascal Papé           | 26. |     |     |
| 19                 | Jonathon Ross         | 65. |     |     |
| 20                 | Jérôme Fillol         |     |     |     |
| 21                 | Meyer Bosman          | 78. |     |     |
| 22                 | Geoffrey Doumayrou    | 67. |     |     |
| 23                 | Davit Kubriashvili    |     |     |     |

### Statistik

#### Meiste erzielte Versuche
|    | Name               | Versuche | Verein                |
| -- | ------------------ | -------- | --------------------- |
| 1. | David Smith        | 16       | RC Toulon             |
| 2. | Julien Arias       | 10       | Stade Français        |
| 2. | Blair Connor       | 10       | Union Bordeaux Bègles |
| 2. | Rémy Grosso        | 10       | Castres Olympique     |
| 2. | Waisale Nayacalevu | 10       | Stade Français        |
| 2. | Metuisela Talebula | 10       | Union Bordeaux Bègles |

#### Meiste erzielte Punkte
|    | Name                 | Punkte | Versuche | Erhöhungen | Penaltys | Dropkicks | Verein            |
| -- | -------------------- | ------ | -------- | ---------- | -------- | --------- | ----------------- |
| 1. | Jonathan Wisniewski  | 323    | 1        | 36         | 77       | 5         | FC Grenoble       |
| 2. | Benjamín Urdapilleta | 308    | 2        | 20         | 83       | 3         | US Oyonnax        |
| 3. | Gaetan Germain       | 289    | 2        | 30         | 73       | 0         | CA Brive          |
| 4. | Martín Bustos Moyano | 155    | 4        | 15         | 35       | 0         | Aviron Bayonnais  |
| 5. | Rory Kockott         | 154    | 4        | 22         | 29       | 1         | Castres Olympique |

## Pro D2
Die reguläre Saison der Pro D2 umfasste 30 Spieltage. Sie begann am 31. August 2014 und dauerte bis zum 9. Mai 2015. Als bestplatzierte Mannschaft stieg Section Paloise direkt in die Top 14 auf. Die Mannschaften auf den Plätzen 2 bis 5 bestritten ein Playoff und den zweiten Aufstiegsplatz. Diesen sicherte sich die SU Agen. Die US Dax und der RC Massy mussten in die Amateurliga Fédérale 1 absteigen.

### Tabelle
T = Absteiger Top 14

F = Aufsteiger Fédérale 1
|     | Team                   | Spiele | Siege | Unent. | Ndlg. | Spiel- punkte | Diff. | Bonus- punkte | Tabellen- punkte |
| --- | ---------------------- | ------ | ----- | ------ | ----- | ------------- | ----- | ------------- | ---------------- |
| 01. | Section Paloise        | 30     | 20    | 1      | 9     | 754:530       | + 224 | 12            | 94               |
| 02. | Stade Montois          | 30     | 18    | 0      | 12    | 676:531       | + 145 | 11            | 83               |
| 03. | USA Perpignan (T)      | 30     | 17    | 1      | 12    | 744:615       | + 129 | 12            | 82               |
| 04. | SU Agen                | 30     | 17    | 0      | 13    | 732:611       | + 121 | 13            | 81               |
| 05. | SC Albi                | 30     | 18    | 0      | 12    | 651:606       | + 45  | 8             | 80               |
| 06. | Stade Aurillacois      | 30     | 16    | 2      | 12    | 650:579       | + 71  | 9             | 77               |
| 07. | Biarritz Olympique (T) | 30     | 17    | 0      | 13    | 647:580       | + 67  | 9             | 77               |
| 08. | Colomiers Rugby        | 30     | 16    | 0      | 14    | 635:632       | + 3   | 5             | 69               |
| 09. | US Carcassonne         | 30     | 15    | 0      | 15    | 688:706       | − 18  | 6             | 66               |
| 10. | US Montauban (F)       | 30     | 13    | 1      | 16    | 620:638       | − 18  | 10            | 64               |
| 11. | AS Béziers             | 30     | 14    | 0      | 16    | 620:655       | − 35  | 7             | 63               |
| 12. | Tarbes Pyrénées Rugby  | 30     | 13    | 2      | 15    | 635:750       | − 115 | 6             | 62               |
| 13. | CS Bourgoin-Jallieu 1  | 30     | 11    | 3      | 16    | 548:652       | − 104 | 6             | 52               |
| 14. | RC Narbonne            | 30     | 11    | 1      | 18    | 604:746       | − 142 | 4             | 50               |
| 15. | US Dax                 | 30     | 10    | 1      | 19    | 518:687       | − 169 | 5             | 47               |
| 16. | RC Massy (F)           | 30     | 8     | 0      | 22    | 643:847       | − 204 | 9             | 41               |

Die Punkte werden wie folgt verteilt:
- 5 Punkte bei einem Forfaitsieg
- 4 Punkte bei einem Sieg
- 2 Punkte bei einem Unentschieden
- 0 Punkte bei einer Niederlage (vor möglichen Bonuspunkten)
- −2 Punkte bei einer Forfaitniederlage
- 1 Bonuspunkt bei drei Versuchen mehr als der Gegner
- 1 Bonuspunkt bei einer Niederlage mit weniger als sieben Punkten Unterschied

### Playoff um den zweiten Aufstiegsplatz
Halbfinale
| 17. Mai 2015 | Stade Montois | 22 : 8 | SC Albi | Stade Guy-Boniface, Mont-de-Marsan |
| 17. Mai 2015 |               |        |         | Stade Guy-Boniface, Mont-de-Marsan |

| 17. Mai 2015 | USA Perpignan | 32 : 32 | SU Agen | Stade Aimé-Giral, Perpignan |
| 17. Mai 2015 |               |         |         | Stade Aimé-Giral, Perpignan |

Laut der Regel des französischen Verbands wird bei Unentschieden in der Halbfinale die Anzahl der Versuche entscheidend. Dabei gewann SU Agen mit 2:4.
Finale
| 24. Mai 2015 | Stade Montois | 15 : 16 | SU Agen | Stade Ernest-Wallon, Toulouse |
| 24. Mai 2015 |               |         |         | Stade Ernest-Wallon, Toulouse |